# Kissing Case
Le Kissing Case est une affaire judiciaire américaine débutant en octobre 1958 et concernant l’arrestation et la condamnation à une longue peine de deux garçons afro-américains à Monroe (Caroline du Nord). Les deux garçons James « Hanover » Thompson et David « Fuzzy » Simpson, tous les deux âgés d'au plus 10 ans au moment des faits, ont été accusés de viol après qu'une petite fille blanche prénommée Sissy (âgée de 6 ou 8 ans, selon les sources) les a embrassés sur la joue dans la cour de récréation de leur école alors qu'ils jouaient aux Indiens et au cow-boys,,,,,. Ils sont arrêtés, battus et menacés par les enquêteurs, empêchés pendant plusieurs jours de voir leurs parents ou de rencontrer les avocats dépêchés par les associations pour les droits civiques. Les procureurs demandent qu'ils soient placés en maison de correction jusqu'à leur 21 ans, peine à laquelle ils sont effectivement condamnés dans un procès sans avocat ni débat contradictoire pour agression sexuelle et attentat à la pudeur.
L'affaire fait grand bruit aux États-Unis avec l'intervention de la NAACP locale, dirigée par Robert F. Williams, des manifestations dans les grandes villes et les protestations contre les accusations, le procès et la sentence, de Eleanor Roosevelt, du président Dwight D. Eisenhower et d'autres associations de défense des droits, notamment du Committee to Combat Racial Injustice (CCRI) de New York. Elle prend également une tournure internationale avec les protestations d'autres gouvernements et les critiques de la presse internationale. Finalement, Luther H. Hodges, gouverneur de Caroline du Nord, libère les deux garçons début 1959 après qu'ils ont passé trois mois incarcérés. Ni lui, ni les autorités de Monroe n'ont jamais présenté d'excuses aux deux enfants ni à leurs familles.

## Début de l'affaire
Fin octobre 1958, Sissy, raconte à sa mère qu'elle a embrassés sur les joues les garçons James « Hanover » Thompson et David « Fuzzy » Simpson, alors qu'elle jouait avec eux et d'autres enfants. Elle connaît James pour avoir déjà joué avec lui : celui-ci accompagnait parfois sa mère qui a travaillé en tant que domestique  pour les parents de Sissy. À l'écoute du récit, la mère  de Sissy devient furieuse et appelle la police pour accuser les deux garçons de viol,. Le père de Sissy et des voisins prennent des fusils et commencent à rechercher les deux garçons. Dans la soirée, ils sont arrêtés par la police pour agression sexuelle. Détenus pendant six jours sans pouvoir rencontrer ni leurs parents ni un avocat, ils sont menottés et battus dans une cellule des sous-sols du commissariat par des polciciers qui tentent de leur extorquer des aveux. Quelques jours plus tard, le juge pour enfants Hampton Price les estiment coupables, déclarant « ils sont restés silencieux  et n'ont rien dit, c'est un aveux de culpabilité ». Toujours en l'absence d'un avocat, il les condamne à une détention en maison de correction potentiellement jusqu'à leurs 21 ans. Ils sont emprisonnés à Hoffman (Caroline du Nord).
Alors que le NCAAP national refuse de s'engager dans l'affaire, au motif qu'il s'agit d'un « sex case » (une affaire sexuelle) et que l'association doit se concentrer sur des causes plus importantes comme des actions contre les lois mettant des obstacles à l'inscription sur les listes électrorales, la section de Caroline du Nord, elle, se mobilise pour lever des fonds et recruter des avocats en vue de faire appel. Le militant des droits civiques Robert F. Williams, à la tête du chapitre de Monroe de la NAACP, organise des manifestations à propos des arrestations et du jugement. Il fait appel à Conrad Lynn, un avocat new-yorkais en vue, militant des droits civiques, pour aider la défense des deux garçons. De son côté, Eleanor Roosevelt tente de discuter avec le gouverneur de Caroline du Nord.
Au départ, les autorités locales et le gouvernement de Caroline du Nord refusent de faire marche arrière. Le procureur général Malcolm Seawell, nommé par le gouverneur Luther H. Hodges fait le déplacement à Monroe pour poursuivre les enfants. Il refuse une demande de remise en liberté déposé par Conrad Lynn au nom de Robert F. Williams. Les mères des deux enfants ne sont pas autorisées à les voir pendant des semaines.
L'affaire prend une tournure internationale quand Joyce Egginton, une journaliste du London Observer obtient le droit de rendre visite aux garçons et se fait accompagner de leurs mères. Ayant réussi à rentrer avec un appareil photo, elle prend une photo des mamans étreignant leurs enfants. La photo est publiée et montre que « les garçons ont été battus et maltraités par la police qui les a arrêtés ». L'article de Joyce Egginton sur l'affaire, et la photo, sont publiés à travers l'Europe et l'Asie. Le London Observer imprime la photo de la rencontre entre les enfants et leurs mères sous un gros titre « WHY? » (« POURQUOI ?»). L'United States Information Agency rapporte avoir reçu ensuite plus de 12 000 lettres concernant l'affaire, la plupart des lettres d'indignation. Un comité de soutien international se crée. De grandes manifestations anti-américaines ont lieu à Paris, Rome, Vienne et Rotterdam. Dans cette dernière ville, les manifestants jettent des pierres sur le consulat américain. 
En février 1959, la Caroline du Nord propose officiellement aux mères des deux garçons de signer un renoncement à former des pourvois contre le jugement, en échange de la libération de leurs fils. Cela revenant à une reconnaissance de culpabilité, elles refusent.
Deux jours plus tard, et après trois mois d'incarcération, le gouverneur gracie James Thompson et David Simpson sans condition ni explication. L'État et la ville ont toujours refusé de présenter des excuses dans cette affaire. 
En 2011, Brenda Lee Graham, sœur de Thompson, raconte dans un entretien qu'il n'a plus jamais été le même après cette affaire.

## Ku Klux Klan
Pendant l'affaire, des membres du Ku Klux Klan local brûlent des croix devant les maisons des familles des enfants, et des personnes tirent sur les maisons. Dans un entretien à la National Public Radio en 2011, des membres de la famille Thompson déclarent qu'ils se rappellent encore les balles sifflant sous leur porche et les croix brûlées devant chez eux.